# Майборода, Игорь Юрьевич
Игорь Юрьевич Ма́йборода (род. 29 марта 1959, Киев, СССР) — российский режиссёр, сценарист.
Лауреат премий «Золотой орёл» (2010) и «Ника» (2010).

## Биография
Родился 29 марта 1959 года в Киеве. Окончил факультет электронной техники Киевского политехнического института. В студенческие годы занимался «поисками» новых форм искусства — дискотеатра и видеотеатра. До 1989 года работал в Киеве в системе ГОСТЕЛЕРАДИО СССР как технический и творческий  «персонал», начальник смены видеомонтажа, режиссер видеомонтажа, сценарист, корреспондент, режиссер программ молодежной и музыкальной редакций телеканала УТ1.
В 1989 году принял приглашение о переводе на работу в ГОСКИНО СССР ВПТО «Видеофильм»  и переехал в Москву. Принимал участие в создании фильма «С.М.Эйзенштейн. Уроки монтажа» (студия «Видеофильм», режиссёр монтажа).
Окончил курсы продюсеров при ГОСКИНО СССР. Работал заместителем директора на картинах «Осада Венеции» (1990, СССР (Мосфильм)—Италия) и «Орландо» (1991, СССР (Фора Фильм)—Великобритания).
В 1993 году основал студию кино видеофильмов, директором которой является по сей день. Дебют студии - телеспектакль «Мечтательница» по мотивам повести Ф. М. Достоевского «Неточка Незванова» с участием И. М. Смоктуновского (продюсер и сценарист).
В 1997 году закончил сценарный факультет ВГИКа, в который перевелся из Киевского государственного института театрального искусства.
В 1998 году приступил к съёмкам историко-приключенческой мелодрамы «Вера, надежда, кровь», главными героями которой были Ленин и Маннергейм. Сценарий фильма опубликован в журнале «Киносценарии»[2]. Съёмки начались в Финляндии, сопродюсером с финской стороны был Аки Каурисмяки. Завершению работы над фильмом в России помешал дефолт 1998 года. Кинооператором на картине был Георгий Иванович Рерберг, рабочие отношения с которым переросли в дружеские. Была запланирована совместная работа — съёмки картины, основанной на воспоминаниях Георгия Ивановича. Проект не состоялся, но после смерти оператора появилась возможность снять о нём документальный фильм[3][4]. За основу сюжета был взят конфликт, случившийся между Андреем Тарковским и Георгием Рербергом во время съёмок фильма «Сталкер». Несколько лет собирались материалы и воспоминания участников этой истории. Мировая премьера фильма «Рерберг и Тарковский. Обратная сторона „Сталкера“» состоялась в программе «Перспективы» XXX Московского международного кинофестиваля[5][6]. Фильм был отмечен многочисленными наградами, в том числе премиями «Золотой орёл»[7] и «Ника»[8]. Фильм «Рерберг и Тарковский. Обратная сторона „Сталкера“» — это часть шестичасового киноромана «Рерберг», который завершён, но в полном виде ещё не выпущен.
В 2024 году завершил работу над фильмом «Тарковский и Двигубский. Жил был художник. ОДИН….». 
Продюсер, автор, режиссер, режиссер монтажа, а в последнее время и оператор своих фильмов.  
Член Союза кинематографистов Российской Федерации.
Член Национальной Академии кинематографических искусств и наук России «Золотой Орел».
Член Российской академии кинематографических искусств «НИКА».

## Фильмография
- 1983-1989 репортажи, сюжеты, телепрограммы, видеофильмы — автор, режиссёр, режиссёр монтажа (Киев. Гостелерадио и Укртелефильм)
- 1988 — Любовь (худо-видеофильм) по мотивам прозы Ю.Олеши.
- 1990 — С.М.Эйзенштейн. Уроки монтажа  (документальный)  — режиссёр монтажа
- 1991 — День смерти лучше дня рождения (короткометражный) — сценарист
- 1991-1993 — Наедине с Италией (документальный сериал 5 серий по 27 мин.)
- 1993 — Мечтательница (телеспектакль)
- 1996 — Киновыборг-96 (документальный репортаж о Выборгском фестивале)
- 1998 — Телепортреты соотечественников (5 видеофильмов по 15 мин. цикла "Телевизионный клуб соотечественников")
- 1998 — Остров Финляндия. (документальный телесериал цикла "Телевизионный клуб соотечественников")
- 2000 — Вера, надежда, кровь (не был завершён) — сценарист, режиссёр
- 2009 — Рерберг и Тарковский. Обратная сторона «Сталкера» (документальный) — сценарист, режиссёр, продюсер
- 2022 — Великая война. Оттенки памяти (документальный) — сценарист, режиссёр, продюсер
- 2023  — Тарковский и Двигубский. Жил был художник. ОДИН...(документальный) — сценарист, режиссёр, продюсер

## Награды и номинации
- 2010 — премия «Золотой орёл» за «лучший неигровой фильм»
- 2010 — премия кинопремии «Ника» за лучший неигровой фильм
- 2009 — номинация на премию «Лавровая ветвь» в области неигрового кино[1]
- 2011 — номинация на премию ТЭФИ за лучший документальный фильм